# ميثانانية نارية
الميثاناوات النارية (الاسم العلمي: Methanopyri) هي طائفة من العتائق تتبع شعبة العتائق العريضة.

## رتب
- ميثانيات نارية